# Ruta Estatal de Nevada 163
La Ruta Estatal de Nevada 163, y abreviada SR 163 (en inglés: Nevada State Route 163) es una carretera estatal estadounidense ubicada en el estado de Nevada. La carretera inicia en el Sureste desde la US 95  en la frontera norte con el estado de California hacia el Noroeste en la SR 95     en Pahrump. La carretera tiene una longitud de 31 km (19.256 mi).

## Mantenimiento
Al igual que las autopistas interestatales, y las rutas federales y el resto de carreteras estatales, la Ruta Estatal de Nevada 163 es administrada y mantenida por el Departamento de Transporte de Nevada por sus siglas en inglés Nevada DOT.